# Linda McMahon
Linda Marie Edwards-McMahon (n. 4 octombrie 1948) este directorul general executiv (CEO) al companiei World Wrestling Entertainment, Inc.(WWE) și soția președintelui WWE Vince McMahon.
Linda este membră a Consiliului Director al WWE încă din 1980 și este persoana căreia i se datorează în mare parte dezvoltarea și creșterea vânzărilor la produsele licențiate WWE. Este puternic implicată în acțiunile de caritate desfășurate de compania în care activează.
Linda este o absolventă a East Carolina University și este licențiată în pedagogie. A devenit director executiv al companiei în anul 1994, în timpul scandalului steroizilor în care a fost implicată promoția de wrestling WWE.